# Zmarli w sierpniu 2017

## Sierpień 2017
- 31 sierpnia
  - Richard Anderson – amerykański aktor[1]
  - Egon Günther – niemiecki reżyser filmowy i scenarzysta[2]
  - Dirk Hafemeister – niemiecki jeździec sportowy, złoty medalista olimpijski z Seulu[3]
  - Ann Jellicoe – brytyjska dramatopisarka, reżyser teatralny i aktorka[4]
  - Maciej Kozłowski – polski pisarz i psychiatra[5][6]
  - Henryka Małdyk – polski reumatolog, prof. dr hab. n. med.[7]
  - Novella Nelson – amerykańska aktorka i piosenkarka[8]
  - Andrzej Orlicki – polski matematyk, profesor nadzwyczajny Uniwersytetu Warmińsko-Mazurskiego w Olsztynie[9][10][11]
- 30 sierpnia
  - Marjorie Boulton – brytyjska pisarka, literaturoznawczyni[12]
  - Louise Hay – amerykańska autorka poradników samorozwoju i książek motywacyjnych[13]
  - Leon Łochowski – polski aktor[14]
  - Károly Makk – węgierski reżyser filmowy i scenarzysta[15]
  - Jan Socha – polski generał[16]
  - Sumiteru Taniguchi – japoński działacz na rzecz rozbrojenia atomowego, ofiara wybuchu bomby atomowej w Nagasaki[17]
- 29 sierpnia
  - Janine Charrat – francuska balerina i choreograf[18]
  - Angélique Duchemin – francuska bokserka[19]
  - Larry Elgart – amerykański muzyk jazzowy, bandleader[20]
  - Adel Hakim – francuski dramatopisarz pochodzenia egipskiego[21]
  - Dmitrij Kogan – rosyjski skrzypek[22]
  - Marian Kowalczyk – polski zawodnik i trener jeździectwa[23]
  - Konrad Małecki – polski siatkarz[24]
  - Adam Sotoła – polski śpiewak operowy[25]
- 28 sierpnia
  - Mireille Darc – francuska aktorka[26]
  - Andrzej Fabierkiewicz – polski architekt[27]
  - Tsutomu Hata – japoński polityk, premier, kilkukrotny minister[28][29]
  - Eligiusz Pieczyński – polski hydrolog i poeta, dr hab.[30][31][32]
  - Grzegorz Szalewski – polski samorządowiec, menedżer i lekarz, starosta wejherowski (1999–2002)[33]
  - David Torrence – amerykański lekkoatleta[34]
- 27 sierpnia
  - Meade Gougeon – amerykański żeglarz i innowator[35][36]
  - Roman Giedrojć – polski polityk i urzędnik państwowy, poseł na Sejm III kadencji, główny inspektor pracy[37]
  - Maurice Marie-Sainte – francuski duchowny katolicki, biskup[38]
  - Maria Szypowska – polska pisarka i działaczka społeczna[39]
  - Ebrahim Jazdi – irański polityk i dyplomata[40]
  - Krzysztof Żolik – polski trener koszykówki[41]
- 26 sierpnia
  - Józef Florczak – polski polityk, poseł na Sejm PRL II kadencji[42][43]
  - Józef Golec – polski pedagog, działacz społeczny i regionalista[44]
  - Tobe Hooper – amerykański reżyser filmowy[45]
  - Albrecht Konecny – austriacki polityk[46]
  - Tomasz Konina – polski reżyser teatralny i operowy[47]
  - Grzegorz Miecugow – polski dziennikarz[48]
  - Josef Musil – czechosłowacki siatkarz[49]
  - Bernard Pomerance – amerykański pisarz[50]
  - Adam Wójcik – polski koszykarz[51]
- 25 sierpnia
  - Henryk Chmiel – polski specjalista w zakresie ogrodnictwa, prof. dr hab.[52][53]
  - Ewa Kostrzewska – polski chirurg, prof. dr hab. n. med.[54]
  - Jan Omelańczuk – polski chemik, dr hab. inż.[55][56][57]
  - Rich Piana – amerykański kulturysta[58][59]
  - Ignacy Sarnecki – polski działacz powojennego podziemia antykomunistycznego, kawaler orderów[60]
  - Michał Antoni Starzyński – polski działacz podziemia niepodległościowego w czasie II wojny światowej, kawaler Virtuti Militari[61]
- 24 sierpnia
  - Pete Kuykendall – amerykański kompozytor i muzyk grający na banjo[62]
  - Andrzej Łukaszewski – polski muzealnik, wieloletni dyrektor Muzeum Regionalnego w Słupcy[63]
  - Jay Thomas – amerykański aktor, komik, gospodarz audycji radiowych, scenarzysta, producent filmowy[64]
  - Erzsébet Tusa – węgierska pianistka[65]
  - Stanisław Warzeszak – polski duchowny katolicki, profesor nauk teologicznych[66]
- 23 sierpnia
  - Engelbert Jarek – polski piłkarz[67]
  - Mariusz Kozarzewski – polski motoparalotniarz, członek polskiej kadry narodowej[68]
  - Ferdynand Łukaszek – polski polityk ruchu ludowego, poseł na Sejm PRL II, III, VII i VIII kadencji[69][70]
  - Jerzy Przybysz – polski psychiatra[71]
  - Mirgajas Sziriński – rosyjski dyplomata, ambasador Federacji Rosyjskiej w Sudanie[72]
  - Susan Vreeland – amerykańska powieściopisarka[73]
- 22 sierpnia
  - John Abercrombie – amerykański gitarzysta jazzowy[74]
  - Tony de Brum – marszalski polityk, minister delegowany przy prezydencie, minister spraw zagranicznych, minister finansów, minister zdrowia i środowiska oraz senator[75]
  - Waldemar Ferri Szczerbowski – włoski zegarmistrz pochodzenia polskiego, ekspert w zakresie zegarów i zegarków historycznych[76]
  - Józef Świątek – polski fizyk, prof. dr hab.[77][78][79]
- 21 sierpnia
  - Ewa Andrzejewska – polska artystka fotografik[80]
  - Réjean Ducharme – kanadyjski powieściopisarz i dramaturg[81]
  - Robert G. Faris – amerykański inwestor, prezes Polsko-Amerykańskiego Funduszu Przedsiębiorczości[82]
  - Jerzy Paprocki – polski dziennikarz prasy chemicznej, doradca ministra w Ministerstwie Gospodarki[83][84][85][86]
  - Helmut Piirimäe – estoński historyk[87]
  - Bajram Rexhepi – kosowski lekarz, chirurg, polityk, premier Kosowa w latach 2002–2004[88]
  - Guido Rossi – włoski prawnik, komisarz nadzwyczajny FIGC w trakcie tzw. Afery Calciopoli[89]
  - Eugeniusz Spisacki – polski trener koszykówki[90]
  - Edward Zawisza – polski alergolog, prof. dr hab. n. med.[91][92][93]
- 20 sierpnia
  - Weliczko Czołakow – bułgarski sztangista[94]
  - Andriej Draczew – rosyjski trójboista[95][96]
  - Fredell Lack – amerykańska skrzypaczka[97]
  - Jerzy Leśniak – polski dziennikarz, reporter i regionalista[98]
  - Jerry Lewis – amerykański komik, aktor, producent filmowy, scenarzysta, reżyser i piosenkarz[99]
  - Colin Meads – nowozelandzki rugbysta[100]
  - Edward Mizikowski – polski działacz opozycji w okresie PRL, dziennikarz i poeta[101]
- 19 sierpnia
  - Brian Aldiss – brytyjski pisarz[102]
  - Tadeusz Aleksandrowicz – polski reżyser, autor tekstów piosenek[103]
  - Mario Roberto Cassari – włoski duchowny katolicki, arcybiskup[104]
  - Janusz Głowacki – polski prozaik, dramaturg, scenarzysta, felietonista i eseista[105]
  - Karl Otto Götz – niemiecki malarz[106]
  - Dick Gregory – amerykański komik, aktor, działacz społeczny[107]
  - Maria Słubicka-Podejko – polska skrzypaczka, profesor nadzwyczajny UMFC[108][109][110]
  - Bea Wain – amerykańska piosenkarka[111]
  - Kazimierz Ziajka – polski uczestnik II wojny światowej, kawaler orderów[112]
- 18 sierpnia
  - Mieczysław Jerzy Adamczyk – polski pedagog, prof. dr hab.[113][114]
  - Leszek Brzeziński – polski piłkarz[115]
  - Sonny Burgess – amerykański gitarzysta i piosenkarz[116]
  - Sven Järn – szwedzki aktywista na rzecz przemian demokratycznych w PRL[117]
  - Mirosława Litmanowicz – polska szachistka, mistrzyni międzynarodowa[118]
- 17 sierpnia
  - Krzysztof Derdowski – polski poeta[119][120]
  - Francis DiLorenzo – amerykański duchowny katolicki, biskup[121]
  - Ryszard Gontarz – polski dziennikarz i scenarzysta[potrzebny przypis]
  - Sonny Landham – amerykański aktor[122]
  - Andrzej Markusz – polski artysta plastyk i dziennikarz[123]
  - Fadwa Soliman – syryjska aktorka i działaczka polityczna[124]
  - Efrajim Szalom – izraelski działacz społeczny, menadżer i polityk[125]
- 16 sierpnia
  - Mieczysław Banaś – polski działacz i zawodnik rajdowy[126]
  - Wiera Głagolewa – rosyjska aktorka[127][128]
  - Kira Gołowko – rosyjska aktorka[129][130]
  - Tom Hawkins – amerykański koszykarz[131]
  - Henryk Jasiorowski – polski przedstawiciel nauk rolniczych, zootechnik, rektor SGGW[132]
  - Stanisław Krakowiak – polski elektryk, działacz na rzecz elektryfikacji wsi, publicysta, kawaler orderów[133][134]
  - Jon Shepodd – amerykański aktor[135]
  - David Somerset – brytyjski arystokrata[136]
  - Eugeniusz Warmiński – polski fotoreporter sportowy[137]
- 15 sierpnia
  - Magdalena Czaputowicz – polska działaczka opozycji w okresie PRL, dama orderów[138]
  - Eberhard Jäckel – niemiecki historyk[139][140]
  - Stanisław Miękisz – polski biofizyk, prof. dr hab.[141]
  - Grzegorz Rosa – polski misjonarz, oblat, budowniczy wielu obiektów użyteczności publicznej w Kamerunie[142][143]
- 14 sierpnia
  - Andrzej Blumenfeld – polski aktor[144]
  - Andrzej Bytnar – polski energetyk, prof. dr hab.[145]
  - Aleksandra Domanowska – polska malarka[146][147]
  - Adam Górka – polski ratownik górski[148][149]
  - Leokadia Słopiecka – polska działaczka społeczna[150]
  - Stephen Wooldridge – australijski kolarz szosowy i torowy[151]
- 13 sierpnia
  - Joseph Bologna – amerykański aktor, scenarzysta i reżyser[152]
  - Zofia Garbaczewska-Pawlikowska – polska poetka, pisarka i malarka, głównie portrecistka[153]
  - Victor Pemberton(inne języki) – brytyjski pisarz, producent telewizyjny[154]
  - Jan Rachubka – polski działacz samorządowy, prezydent Łomży[155]
- 12 sierpnia
  - Zdravko Hebel – chorwacki piłkarz wodny[156]
  - Leszek Jankowski – polski prawnik, działacz opozycji w okresie PRL, kawaler orderów[157]
  - Bryan Murray – kanadyjski trener hokeja[158][159]
  - Jan Skiba – polski działacz partyjny i ekonomista, dr hab. n. ekon., wiceprezydent Krakowa i wicewojewoda krakowski (1973–1978)[160]
  - Józef Wiejacz – polski dyplomata, podsekretarz stanu w Ministerstwie Spraw Zagranicznych PRL (1980–1984), ambasador we Włoszech (1984–1989) i Finlandii (1996–2000)[161]
- 11 sierpnia
  - Zofia Brusikiewicz – polska uczestniczka II wojny światowej wyróżniona tytułem Sprawiedliwy wśród Narodów Świata[162][163]
  - Jisra’el Kristal – izraelski superstulatek pochodzenia polsko-żydowskiego, uznawany pod koniec życia za najstarszego żyjącego mężczyznę na świecie[164]
  - Bogdan Łopieński – polski fotograf[165]
  - Terele Pávez – hiszpańska aktorka[166]
  - Eugenio Polgovsky – meksykański reżyser filmowy, aktor i artysta wizualny[167]
  - Daisy Sweeney – kanadyjska pianistka i organistka, pedagog muzyczny[168]
- 10 sierpnia
  - Andrzej Małkiewicz – polski chemik, prof. dr hab. inż.[169]
  - Fritz Gautier – niemiecki polityk i chemik, deputowany krajowy i europejski[170]
  - Zygfryd Perlicki – polski żeglarz, olimpijczyk (1972)[171]
  - Ruth Pfau – niemiecka zakonnica, misjonarka i lekarka, opiekunka trędowatych[172][173]
  - Halina Popławska – polska pisarka i tłumaczka, wykładowca akademicki[174]
- 9 sierpnia
  - Józef Konkel – polski działacz opozycji w okresie PRL, kawaler orderów[175]
  - Al McCandless – amerykański polityk, członek Izby Reprezentantów (1983–1995)[176]
  - Jan Zbigniew Słojewski – polski krytyk literacki i felietonista[177]
  - Marián Varga – słowacki kompozytor i organista[178]
- 8 sierpnia
  - Julio César Bonino – urugwajski duchowny katolicki, biskup[179]
  - Glen Campbell – amerykański gitarzysta i piosenkarz country[180]
  - Barbara Cook – amerykańska aktorka, piosenkarka[181]
  - Piotr Gaszyński (Peter Gaszynski) – szwedzko-polski filmowiec i fotograf[182][183]
  - Arlene Gottfried – amerykańska fotograficzka[184][185]
  - Gabriela Koniuszaniec – polski filolog germański i językoznawca, prof. UAM[186]
  - Pawieł Słobodkin – rosyjski kompozytor[187]
  - Józef Wiśniewski – polski działacz sportowy, wieloletni prezes WKS Lublinianka[188]
  - Jorge Zorreguieta – argentyński polityk, minister rolnictwa w okresie dyktatury Jorge Videla, ojciec Królowej Niderlandów Maksymy[189]
- 7 sierpnia
  - Vytautas Astrauskas – radziecki (litewski) działacz partyjny i państwowy, przewodniczący Prezydium Rady Najwyższej Litewskiej SRR (1987–1990)[190]
  - Don Baylor – amerykański baseballista[191]
  - Stefan Karliński – polski specjalista w zakresie organizacji i taktyki służby zdrowia, reżyser, scenarzysta i autor zdjęć do filmów dokumentalnych[192]
  - Józef Knapczyk – polski specjalista w dziedzinie budowy i eksploatacji maszyn, prof. dr hab. inż.[193][194]
  - Galina Maslennikowa – rosyjska działaczka społeczna, nauczycielka naturalnych metod rozpoznawania płodności[195]
  - Haruo Nakajima – japoński aktor[196]
  - Robert Sankowski – polski dziennikarz muzyczny[197]
  - Aldona Julia Sito – polska lekarka, pediatra, dr hab.[198][199]
  - Zygmunt Sobolewski – polski działacz kombatancki, więzień niemieckich obozów koncentracyjnych[200]
  - Roman Szulc – polski anestezjolog, prof. zw. dr hab.[201]
- 6 sierpnia
  - Nicole Bricq – francuska polityk, minister[202]
  - Betty Cuthbert – australijska lekkoatletka, sprinterka[203]
  - Darren Daulton – amerykański baseballista[204]
  - Maria Górecka-Nowicka – polska aktorka[205][206]
  - Jerzy Kulesza – polski śpiewak operowy, wykonawca piosenki popularnej i aktor[207]
  - Andrzej Jan Kumor – polski autor książek o tematyce myśliwskiej[208]
  - Krzysztof Łypacewicz – polski inżynier, powstaniec warszawski, działacz opozycji w okresie PRL, były wicewojewoda warszawski[209]
  - Maciej Zenkteler – polski botanik, prof. zw. dr hab.[210]
  - Ernst Zündel – niemiecki negacjonista, wydawca i publicysta[211]
- 5 sierpnia
  - Lee Blakeley – brytyjski reżyser operowy[212]
  - Irina Biereżnaja – ukraińska działaczka polityczna, deputowana do Rady Najwyższej Ukrainy w latach 2007–2014[213]
  - Ryszard Brykowski – polski historyk sztuki, prof. dr hab.[214]
  - Violetta Koseska-Toszewa (pseud. David Harklay) – polska językoznawczyni pochodzenia bułgarskiego, prof. dr hab., autorka publikacji o tematyce astrologicznej[215][216]
  - Wojciech Krzemiński – polski astronom, profesor Centrum Astronomicznego im. Mikołaja Kopernika PAN[217]
  - Piotr Wojciech Kurek – polski działacz kombatancki, kawaler orderów[218]
  - Christian Millau – francuski krytyk kulinarny[219]
  - Władysław Piotrowski – polski działacz państwowy i partyjny, wojewoda wałbrzyski (1981–1990)[220]
  - Franciszek Edmund Prędki – polski działacz podziemia niepodległościowego w czasie II wojny światowej, kawaler orderów[221]
  - Mieczysław Skotnicki – polski działacz podziemia niepodległościowego w czasie II wojny światowej oraz powojennego podziemia antykomunistycznego[222]
  - Katarzyna Suchcicka – polska dziennikarka, poetka i krytyczka literacka[223]
  - Maria Wiesława Szołtys – polski biolog, prof. dr hab.[224][225]
  - Dionigi Tettamanzi – włoski duchowny katolicki, arcybiskup Genui, arcybiskup Mediolanu, kardynał[226]
  - Chris Whorf – amerykański grafik[227]
- 4 sierpnia
  - Franciszek Brzezicki – polski działacz podziemia antyhitlerowskiego w czasie II wojny światowej, więzień niemieckich obozów koncentracyjnych[228]
  - Ryszard Faron – polski aktor[229]
  - Gert Hofbauer – austriacki trębacz i dyrygent[230]
  - Hubert Kusz – polski piłkarz[231]
  - Jerzy Suwiński – polski chemik, prof. dr hab. inż.[232]
  - Bogusław Wolniewicz – polski filozof i logik, profesor nauk humanistycznych[233]
- 3 sierpnia
  - Giovanni Benedetti – włoski duchowny katolicki, biskup[234]
  - Aleksandr Czerwiakow – azerski zawodnik i trener siatkówki[235]
  - Ty Hardin – amerykański aktor[236]
  - Robert Hardy – brytyjski aktor[237]
  - Dickie Hemric – amerykański koszykarz[238]
  - Krystyna Królikiewicz-Harasimowicz – polska aktorka[239]
  - Ángel Nieto – hiszpański motocyklista[240]
  - Jerzy Skrzypczak – polski specjalista w zakresie mechaniki, profesor nadzwyczajny Politechniki Śląskiej[241]
- 2 sierpnia
  - Wanda Chotomska – polska pisarka, autorka utworów dla dzieci i młodzieży[242]
  - Zofia Glazer-Rudzińska – polska plastyczka, prof. dr hab.[243]
  - Bogdan Kruszyński – polski specjalista w dziedzinie budowy eksploatacja maszyn, prof. dr hab. inż.[244]
  - Daniel Licht – amerykański kompozytor muzyki filmowej[245]
  - Adam Nowak – polski górnik naftowiec, propagatorem dziejów jasielskiego przemysłu naftowego i gazowniczego[246]
  - Ara Parseghian – amerykański futbolista i trener[247]
  - Henryk Piłat – polski samorządowiec, wieloletni burmistrz Gryfina[248][249]
  - Jan Antoni Wichrowski – polski specjalista nauk o sztukach pięknych, prof. Akademii Muzycznej im. Karola Lipińskiego we Wrocławiu[250][251]
- 1 sierpnia
  - Michał Henryk Jamróz – polski chemik, dr hab.[252][253]
  - Tadeusz Kozielec – polski pediatra, prof. dr hab. n. med.[254]
  - Mariann Mayberry – amerykańska aktorka[255][256]
  - John Reaves – amerykański futbolista[257]
  - Jan Salamończyk – polski inżynier mechanik, działacz Federacji Stowarzyszeń Naukowo-Technicznych NOT[258]

data dzienna nieznana
- Marek Brymora – polski poeta[259]
- Katarzyna Niebrój – polski filozof, dr hab.[260]
- Wojciech Pyrek – polski przedsiębiorca, działacz sportowy i polityczny[261]
- Krystyna Maria Stecka – polski biotechnolog, dr hab. inż., prof. Instytutu Biotechnologii Przemysłu Rolno-Spożywczego im. prof. Wacława Dąbrowskiego[262][263]